# Guido II. (Ponthieu)
Guido II. († 25. Dezember 1147 in Ephesos) war ein Graf von Ponthieu aus dem Haus Montgommery. Er war ein Sohn des Grafen Wilhelm Talvas von Ponthieu-Alençon († 1172) und dessen Ehefrau Hélie von Burgund.
Guido erhielt noch vor dem Jahr 1129 von seinem Vater die Grafschaft Ponthieu. Um 1137 gründete er die Zisterzienserabtei von Valloires. Er schloss sich 1146 dem Zweiten Kreuzzug unter König Ludwig VII. an, auf dem er am 25. Dezember 1147 in Ephesos nach einer Krankheit starb.
Seine Ehefrau hieß Ida, mit der er drei Kinder hatte:
- Johann I. († 1191), Graf von Ponthieu
- Guido († 1208/18), Herr von Noyelles
- Agnes, Äbtissin von Montreuil

## Einzelnachweis
1. ↑  Wilhelm von Tyrus, Historia Rerum in partibus transmarinis gestarum Lib. XVI, Cap. XXIV, hrsg. in: Recueil des historiens des croisades (1844), Historiens occidentaux I, S. 746

| Vorgänger    | Amt                             | Nachfolger |
| ------------ | ------------------------------- | ---------- |
| Wilhelm III. | Graf von Ponthieu vor 1129–1147 | Johann I.  |

| Personendaten    | Personendaten               |
| ---------------- | --------------------------- |
| NAME             | Guido II.                   |
| KURZBESCHREIBUNG | Graf von Ponthieu           |
| GEBURTSDATUM     | 12. Jahrhundert             |
| STERBEDATUM      | unsicher: 25. Dezember 1147 |
| STERBEORT        | Ephesos                     |